# السياسة والإدارة الصحية
السياسية والإدارة الصحية هو مجال متعلق بالقيادة والإدارة والإشراف على أنظمة الصحة العامة وأنظمة الرعاية الصحية والمستشفيات و شبكات المستشفيات. يعتبر مديرو العناية الصحية مهنيين مختصين في الصحة العامة.

## التسمية والاصطلاح
السياسية والإدارة الصحية أو رعاية الأنظمة الصحية أو إدارة أنظمة الرعاية الصحية هي وصف للقيادة والإدارة العامة للمستشفيات أو ما يسمى بشبكات المستشفيات أو أنظمة الرعاية الصحية. في الاستخدام العالمي المتعارف عليه  يشير المصطلح إلى الإدارة بجميع المستويات. إدارة المؤسسة الواحدة المستقلة كالمستشفى يشار إليها  في الولايات المتحدة بإدارة الخدمات الطبية والصحية وإدارة الرعاية الصحية أو الإشراف الصحي.
إدارة الأنظمة الصحية تضمن تحقيق نتائج معينة و أن جميع الوحدات الموجودة في المنشأة الصحية تعمل بيسر وسلاسة و ان جميع الموظفين يعملون في المنصب والوظيفة المناسبة وأنهم على علم بالنتائج المتوقعة منهم. والتأكد من أن المصادر تستخدم بشكل متكافئ وان جميع الوحدات تعمل على هدف واحد مشترك.

## تطبيق المحددات الاجتماعية الصحية في السياسية والإدارة الصحية
ثبت ان المحددات الاجتماعية كالموقع والإسكان والتعليم والتوظيف والتدخل والجريمة و التماسك الاجتماعي، تؤثر بشكل كبير على الصحة. ومع ذلك فإن صحة السكان حاليا لا تتلقى إلا خمسة بالمئة من ميزانية الصحة الوطنية. في حال المقارنة فإن ٩٥ ٪؜ يُنفق على خدمات الرعاية الصحية المباشرة ومع ذلك لا تمثل الرعاية الصحية سوى 10-15 في المئة فقط من نسبة الوفيات التي يمكن تفاديها في الولايات المتحدة. الوراثة والظروف الاجتماعية والعوامل البيئية والأنماط السلوكية،  تشكل الجزء الأكبر من المحددات الصحية للنتائج الصحية، والتي يتم أخذها في الاعتبار بشكل جديّ عند وضع السياسة الصحية.
على المستوى الفدرالي، فإن صانعي السياسات يوجهون المحددات الاجتماعية من خلال توفير الاحتياجات الصحية وفقا لقانون الرعاية الميسرة، حيث يجب على المستشفيات الغير ربحية إجراء تقييمات للاحتياجات الصحية المجتمعية والمشاركة في مشاريع تحسين المجتمع. في العديد من الولايات ظهر حدث إنشاء شراكات بين القطاعين العام والخاص من قبل المستشفيات والتي تتناول  بشكل معين المحددات الاجتماعية للصحة مثل التعليم والإسكان.
تستطيع الفدرالية والولاية والحكومة المحلية تحسين صحة السكان من خلال تقييم جميع خطط السياسات الاجتماعية والاقتصادية للآثار الصحية المحتملة. بمقدور الجهود المستقبلية المتوافقة مع السياسات الصحية ان  تدمج الحوافز المناسبة والتمويل التكتيكي للمبادرات المجتمعية التي تستهدف الفجوات المعروفة في المحددات الاجتماعية. من الممكن إجراء تقييمات الاحتياجات من أجل تحديد الآليات الأكثر فعالية لكل مجتمع بشكل خاص ويمكن لهذه التقييمات ان تحدد اقتضاء أشكال النقل المتزايدة والموثوقة، والتي من شأنها أن تسمح للأفراد بالحصول على موارد مستمرة للرعاية الوقائية والملحّه.  كذلك فإن تمويل مبادرات التدريب الوظيفي داخل المجتمعات ذات العمالة المنخفضة سيسمح للأفراد ببناء قدراتهم ليس فقط لكسب الدخل، ولكن أيضا الانخراط في السلوكيات التي تساهم في الوصول إلى لصحة والتي عادة ما تكون بتكلفة مرتفعة.

## اختلافات الإجراءات الصحية وجودة العناية
الاختلاف الغير المبرر في الإجراءات الطبية يشير إلى الاختلافات في طريقة العناية الصحية التي لا يمكن شرحها من خلال المرض/ الاحتياج الطبي أو تفضيلات المريض. صِيغَ مصطلح الاختلاف الغير المبرر لأول مرة من الدكتور جون وينبيرج عندما راقب منطقة جغرافية صغيرة و طرق إجراءاتها المختلفة التي لم تكن وفقا لاُسس اكلينيكية (عيادية). تواجد هذه الاختلافات الغير مبررة تبين ان بعض الافراد لا يحصلون على عناية كافية أو أن مصادر الصحة لم تستخدم بشكلٍ ملائم.
لا تقتصر العوامل الرئيسية التي تدفع هذه الاختلافات على تكنولوجيا الرعاية الصحية المتزايدة التعقيد، وزيادة المعرفة الطبية بشكل كبير والاعتماد المفرط على الحكم الشخصي. الاختلافات الغير مبررة لها عواقب قابلة للقياس من حيث الاستخدام الزائد/الأقل وزيادة الوفيات وزيادة التكاليف. على سبيل المثال وجدت دراسة أجريت عام 2013 أنه من حيث تكاليف الرعاية الطبية، لم يرتبط ارتفاع النفقات بنتائج أفضل أو جودة رعاية أعلى.
تعد اختلافات الممارسة و الإجراءات الطبية بُعداً مهما للسياسة والإدارة الصحية في فهم أسباب وآثار الاختلافات حيث انه سيوجه واضعي السياسات لتطوير السياسات الحالية وتحسينها. من المهم في إدارة المسؤولة عن الإجراءات المختلفة تقديم تقييمات ومراجعات للأمراض/العمليات مع مستوى عالي من عرض الاختلاف الغير مبررة  كمقارنة بين العناية المقدمة و أرشادات الرعاية القياسية مما سيسلط الضوء على التناقضات ويقدم نظرة ثاقبة في مجالات التحسين.
يجب على واضعي السياسات اتباع نهج شامل لمواءمة السياسات والقيادة والتكنولوجيا من أجل الحد بشكل فعال من الاختلافات الغير مبررة في الرعاية. يتطلب التخفيض الفعال مشاركة نشطة للمريض ومشاركة الطبيب من خلال توحيد الرعاية السريرية مع التركيز على الالتزام بإرشادات الرعاية والتركيز على النتائج القائمة على الجودة.

## المجمع الصناعي الطبي
المجمع الصناعي الطبي  هو شبكة من الشركات التي توفر خدمات ومنتجات الرعاية الصحية من أجل الربح. تم اشتقاق هذا المصطلح من اللغة التي اعتاد الرئيس ايزنهور استخدامها (مجمع صناعي عسكري)  عند تحذير الأمة، أثناء تقاعده بسبب التأثير المتزايد لمصنعي الأسلحة على الأنظمة السياسية والاقتصادية الأمريكية.  ثم بدأ مصطلح "المجمع الصناعي الطبي" في الانتشار من عام 1980 من خلال مجلة نيو إنجلاند للطب (4 نوفمبر 1971، 285:1095) من قبل أرنولد س. ريلمان الذي شغل منصب محرر المجلة من عام 1977 إلى عام 1991. وفقا للدكتور ريلمان، نظام الرعاية الصحية الأمريكي هو صناعة وجدت للربح وفي هذه الأيام أصبحت نظرية مقبولة على نطاق واسع. منذ دخول المصطلح قبل 40 عاما تطورت صناعة الرعاية الصحية إلى صناعة أكبر وأعظم وأكثر ازدهارًا. يشمل المجمع الصناعي الطبي المستشفيات ودور رعاية المسنين المملوكة ومختبرات التشخيص وخدمات الرعاية المنزلية وغرفة الطوارئ  ووحدات غسيل الكلى ومجموعة واسعة من الخدمات الطبية الأخرى التي كانت تقدم سابقا إلى حد كبير من قبل المؤسسات المجتمعية العامة أو الخاصة غير الهادفة للربح أو من قبل الأطباء الخاصين الغير ممارسين.
هناك قيود قانونية في البلدان التي يكون فيها المجمع الصناعي الطبي مؤثرا للغاية حيث تؤثر هذه القيود على خيارات المستهلك للوصول إلى خدمات الرعاية الصحية المتنوعة بسبب اللوائح في الأسواق الدولية مثل الاتفاقية العامة لتجارة الخدمات  في الولايات المتحدة هناك لوائح متساهلة بشأن صناعات الرعاية الصحية مما يدفع الشركات في كثير من الأحيان إلى فرض أسعار مرتفعة ومعايير تجزئة للرعاية. على سبيل المثال يمكن لشركات الأدوية فرض أسعار مرتفعة للأدوية، كما رأينا مؤخرا مع شركة ابيبين. علاوة على ذلك نظرا لأن الشركات المصنعة للأجهزة الطبية تمول برامج التعليم الطبي مثل التعليم الطبي المستمر والأطباء والمستشفيات مباشرة لاعتماد استخدام أجهزتهم، فهناك جدل على أن هذا التعليم له تحيز لتعزيز مصالح مموليه. يمكن أن يكون التطور الأخير لصناعة الطب الالكتروني حلا ممكنا لتجزئة الرعاية، ومع ذلك لا توجد حاليا لوائح حكومية لشركات الطب الالكتروني  ومن الواضح أنه يجب على الحكومة فرض لوائح أقوى تركز على رفاهية المريض.

## التقنين والحصول على الرعاية
يعد الحصول على الرعاية و تقنينها بعدا مهما للسياسة الصحية والإدارة، لأنهما يعالجان قوة السوق التي تؤثر على كيفية حصول الناس على خدمات الرعاية الصحية ومتى يحصلوا عليها. يحدث التقنين في الرعاية الصحية بسبب الندرة حيث لا يمكن للجميع الوصول إلى كل خدمة وعلاج لأنه لن يكون استخداما فعالا للموارد. يجادل البعض بأن السعر لا ينبغي أن يكون العامل الأساسي في تحديد من يمكنه الوصول إلى الخدمات والعلاجات، بل أن الرعاية الصحية حق يجب أن نتمكن جميعا من الوصول إليه.
تعد الرعاية الوقائية عنصرا مهما في (هبام) وهي إدارة الأصول العقارية لأن مستويات تدابير الرعاية الوقائية التي يتخذها الأفراد يمكن أن تساعد في تحديد صحة السكان. فتح (اساب)وهو قانون الرعاية المخفضة الباب أمام زيادة الوصول إلى الرعاية الوقائية من خلال تفويض شركات التأمين بتقديم هذه الخدمات دون أي تكلفة إضافية. إذا مارس جميع الأمريكيين المستوى المناسب من الرعاية الوقائية، "سيتم إنقاذ 100000 شخص كل عام". حتى مع توسيع نطاق الوصول إلى خدمات الرعاية الوقائية وغيرها من الخدمات المتعلقة بالرعاية الصحية، لا يزال مشتركو التأمين يعانون من التقنين بسبب زيادة الأقساط وارتفاع تكاليف الرعاية الصحية.
في عام 2005 إلى عام 2015 زاد متوسط أقساط التأمين الصحي السنوية التي يرعاها أصحاب العمل للتغطية الأسرية بنسبة 61٪. خلال هذا الوقت، زادت مساهمة العمال بنسبة 83٪. أدى النمو في الأقساط التي يرعاها صاحب العمل وكذلك الخصومات إلى قيام الأفراد والأسر بتقنين الرعاية الصحية. تشجع الأقساط والخصومات المرتفعة الأفراد والأسر على التفكير مرتين قبل استخدام الخدمات الصحية وتقليل قدرة الأفراد على استهلاك السلع والخدمات الأخرى.
في كندا، يتمتع المواطنون بنظام رعاية صحية عالمي يمنحهم إمكانية الوصول إلى الرعاية الصحية ولكنه يتطلب منهم التعامل مع قضايا التقنين. يعمل النظام من خلال مستوى الأهمية، مع إعطاء الأولوية للرعاية العاجلة بالإضافة إلى علاج بعض الأمراض / الاضطرابات حيث أن بعضها الحالات تعد مسألة حياة و موت. على الرغم من أن بريطانيا العظمى كانت أول من يتباهى بنظام رعاية صحية شامل، إلا أنها تعاني أيضا من قضايا التقنين. على الرغم من أن نظام تقاسم التكاليف يبدو سخيا ظاهريًا، إلا أن الافتقار العام إلى الوصول أو الخيارات يخلق مشاكل خطيرة للمرضى.
تخيل عالما بدون تقنين الرعاية الصحية غير عملي بسبب كمية محدودة من الموارد. قبل التفكير في العكس، الرعاية الصحية الشاملة ليست هي التبرير الأمثل لحل التقنين، في الواقع، قد يزداد التقنين إذا كان لدى المزيد من الناس إمكانية الحصول على الرعاية الصحية دون زيادة مكافأة في عدد الأطباء. تساهم مساحات العمل أيضا في تعزيز التقنين بين موظفيها بسبب ارتفاع الخصومات والأقساط. إن المفتاح في توسيع نطاق الوصول دون أن يكون له تأثير سلبي على الرعاية الصحية هو البدء في النظر إلى التقنين وسيلة لمشاركة هذه الموارد المحدودة عبر السكان، وليس وسيلة لتخصيص الرعاية لبعض الناس. عندما نفعل ذلك، يمكننا العمل على تحسين الوصول إلى الرعاية لعلاج أكبر عدد ممكن من المرضى بشكل فعال.

## الصحة العقلية
تسعى السياسة والإدارة الصحية  كمجال مستقل إلى تحسين الوصول وخفض التكاليف وتحسين النتائج للأفراد الذين يعانون من اضطرابات نفسية.

### التاريخ
يمكن فهم تاريخ خدمات الرعاية الصحية العقلية في الولايات المتحدة على أنه تحول تدريجي من توفير الرعاية المؤسسية إلى التدخلات التي تركز على بيئة مجتمعية. أسفرت الحرب العالمية الثانية عن زيادة الوعي بالأمراض العقلية حيث عاد الآلاف من الجنود إلى ديارهم مصابين بصدمات نفسية من الحرب. خلال ذلك الوقت قدم تطوير الأدوية العقلية خيارات علاجية جديدة. في عام 1963، نفذ جون كينيدي قانون الصحة المجتمعية مما جعل 109 سنة تنتهي بدون التورط الفيدرالي في خدمات الصحة العقلية، والذي بدوره يحفز خدمات الرعاية غير المؤسسية  على إخراج  الأفراد المصابين بأمراض عقلية. كانت آثار إزالة المؤسسات متباينة حيث لم يعد الأفراد المصابون بأمراض عقلية عرضة لظروف سيئة في المصحات ومع ذلك، لم يكن الدعم المجتمعي كافيا لتوفير العلاج والخدمات للمرضى المصابين بأمراض خطيرة ومزمنة.

### تقديم الخدمات والسياسات الحالية
يتم التعامل مع الصحة العقلية من قبل مجموعة من مقدمي الخدمات الذين يمثلون تخصصات متعددة تعمل في كلا من المراكز العامة والخاصة. يتكون قطاع الصحة النفسية والسلوكية من أخصائيي الصحة السلوكية، كالأطباء النفسيين. يتكون قطاع الرعاية الأولية من المتخصصين في الرعاية الصحية مثل أطباء الباطنة وأطباء الأسرة وغالبا ما يكون هذا القطاع هو نقطة الاتصال الأولية للمرضى.
يتكون قطاع الخدمات الإنسانية من وكالات الخدمة الاجتماعية والعدالة الجنائية/الخدمات القائمة على السجن ومن بين أمور أخرى. اما القطاع الأخيرهو قطاع شبكة دعم المتطوعين الذي يتكون من خدمات مثل مجموعات المساعدة الذاتية.
تستمر التشريعات الحديثة في تحسين الوصول إلى الرعاية لكن  باشتراط تكافؤ التكاليف كما يتطلب قانون التكافؤ الصحي والإنصاف في الإدمان لعام 2008 خططا معينة لتوفير تغطية للأمراض العقلية على قدم المساواة مع التغطية الصحية العامة، مما يتطلب من مقدمي الخدمات تقديم الرعاية بتكاليف مماثلة مع ما هو متوفر وبفوائد مماثلة لكلا النوعين من الرعاية. وسع قانون الرعاية الصحية المخفضة لعام 2010  هذا التطور من خلال اشتراط التكافؤ لخطط إضافية وتوسيع حماية التكافؤ لتشمل 62 مليون شخص إضافي. قلل كلا العاملين التكلفة بشكل كبير كحاجز أمام الرعاية، ولكن لا تزال هناك مجالات للتقدم.
نجح هذا التشريع في تحسين معدلات علاج الاضطرابات العقلية لجميع السكان. ومع ذلك لا تزال هناك تفاوتات كبيرة في هذه المعدلات بين العرق الأبيض والعرق غير الأبيض. قد يكون هذا لأن الدول التي انسحبت من التوسع في المعونة الطبية في اطار  قانون الرعاية المخفضة كان لديها عدد أكبر بكثير من السكان البالغين من ذوي العرق المختلط.

### فرص التحسين
إن الاتجاه المتواصل والمستقبلي في رعاية الصحة العقلية يعد تكاملًا في الرعاية. موخراً كان تكامل الرعاية أولوية سياسية رئيسية واعتمدت العديد من الوكالات الفيدرالية مبادرات لتعزيز تكامل خدمات الرعاية الأولية والصحة العقلية.